# 豊田村 (熊本県)
豊田村（とよだむら）は、熊本県の中部、下益城郡にかつてあった村である。

## 地理
- 河川：浜戸川

## 歴史
- 1889年4月1日 - 町村制が施行。下益城郡塚原村、鰐瀬村、沈目村、陣内村、藤山村、阿高村が合併して発足。
- 1955年3月1日 - 隈庄町、杉上村と合併して城南町となる。

## 学校
- 豊田村立豊田小学校
- 豊田村立豊田中学校